# منتزعة الكبريت محبة البوتيرات
منتزعة الكبريت محبة البوتيرات (الاسم العلمي: Desulfovibrio butyratiphilus) هي نوع من البكتيريا، سلبية الغرام، تتبع جنس منتزعة الكبريت.